# Steinerberg (Gemeinde Altenfelden)
Steinerberg ist eine Streusiedlung (Zerstreute Häuser) der Gemeinde Altenfelden in Oberösterreich (Bezirk Rohrbach). Die Ortschaft hat 60 Einwohner (Stand 1. Jänner 2024).

## Geographie
Steinerberg liegt im äußersten Süden der Gemeinde Altenfelden und im Süden der gleichnamigen Katastralgemeinde. Die Siedlung erstreckt sich entlang der Parteistein Bezirksstraße (L 1517), wobei sich südlich die Ortschaft Seibersdorf der Gemeinde Kirchberg ob der Donau anschließt. Südöstlich bzw. südwestlich liegen die ebenfalls zu Kirchberg gehörenden Ortschaften Ebersdorf und Mayrhof. Im Norden liegt die Ortschaft Unteredt. Neben den Gebäuden entlang der Bezirksstraße gehören auch die nordöstlich gelegenen Gebäude Steinerberg 8 (Bauernhof Thurnbauer) bzw. 12 zur Ortschaft. Für Steinerberg wurden 2001 insgesamt 15 Gebäude gezählt, wobei vierzehn Gebäude über einen Hauptwohnsitz verfügten und 22 Wohnungen bzw. 18 Haushalte bestanden. Zudem gab es sieben land- und forstwirtschaftliche Betriebsstätten sowie eine Arbeitsstelle.

## Geschichte und Bevölkerung
Der sprechende Ortsname Steinerberg wurde erstmals 1303 urkundlich erwähnt. In Steinerberg lebten 1869 38 Menschen in zehn Häusern. Bis zum Jahr 1910 verdoppelte sich die Einwohnerzahl, wobei in diesem Jahr 74 Einwohner in elf Häuser gezählt wurden. Alle Einwohner der Ortschaft waren hierbei katholischen Glaubens.